# Shōbō (Mönch)

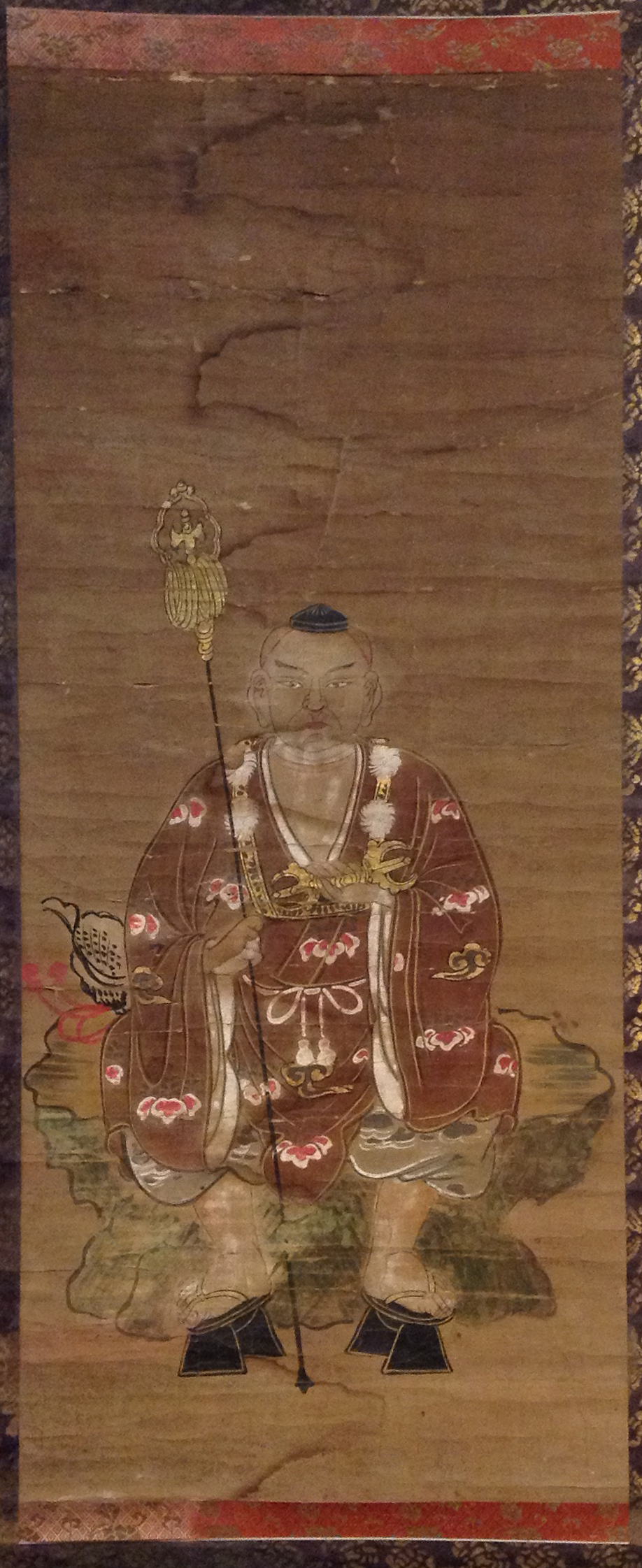
Shōbō mit Ritualmütze (tokin), Khakkhara (kongōjō), Stola (bonten-kesa) und Schneckenhorn (horagai), die seine enge Verbindung zum Shugendō zeigen (Hängerolle, Edo-Zeit)

Shōbō (jap. 聖宝; * 11. März 832 auf der Insel Honjima (Provinz Sanuki); † 29. August 909 in Kyōto) war ein japanischer Mönch der frühen Heian-Zeit. Er leistete einen bedeutsamen Beitrag zum Ausbau der buddhistischen Shingon-Schule (Shingon-shū). Auf ihn gehen die Gründung des berühmten Daigo-Tempels (Daigo-ji) in Kyōto und die Etablierung der Ono-Richtung des Shingon-Buddhismus (真言宗小野流, Shingon-shū Ono-ryū) zurück. Auch der synkretistische Shugendō zählt Shōbō zu seinen Stammvätern. 1707 wurde ihm vom Tennō Higashiyama der Ehrentitel Rigen Daishi (理源大師, ‚Großer Lehrer der Prinzipienquelle’) verliehen.

## Leben
Der Überlieferung zufolge war Shōbō ein Enkel sechster Generation des Tennō Tenchi und führte ursprünglich den Namen Tsunekage-ō (恒蔭王, „Prinz Tsunekage“).
Im Alter von 16 Jahren verließ er 847 das Elternhaus und wurde von dem Shingon-Mönch Shinga (真雅, 801–879), einem Bruder Kūkais, als Schüler im Tō-Tempel (東寺, Tō-ji) zu Kyōto angenommen. Hierbei erhielt er den Namen Shōbō, etwa so viel wie ‚Heiliger Schatz’. Es folgten weitere Studien bei Mönchen verschiedener Schulen wie Gangyō (願曉), Enshū (円宗) oder Hyōnin (平仁). 871 wurde er von Shinga in das Sutra des Unbegrenzten Lebens (Sukhāvatī-vyūha, 無量寿経), neun Jahre darauf von Shinnen/Shinzen (真然, ?–891), einem Neffen Kūkais, in die Konzepte der ‚Diamant-Welt’ (Vajradhātu, 金剛界, Kongōkai) und der ‚Mutterschoß-Welt’ (Garbhadhātu, 胎蔵界, Taizōkai) eingeweiht. 884 endete die lange Schulung mit einem Abhisheka-Initiationsritual (伝法灌頂, Denbōkanjō).
890 übernahm Shōbō die Leitung des Jōgan-Tempels (貞観寺, Jōgan-ji) in Kyōto. Mit der Unterstützung des Tennō Uda wurde er fünf Jahre darauf zweiter Leiter des Tō-Tempels (東寺, Tō-ji), dem seinerzeit wichtigsten Tempel der Shingon-Schule. 906 übernahm er dessen Leitung. Zugleich wurde ihm vom kaiserlichen Hof der zweithöchste Priesterrang verliehen. Als er Anfang 909 erkrankte, suchten ihn der Tennō Uda wie auch der wegen Krankheit zurückgetretene Tennō Yōzei am Krankenbett auf. Shōbō starb im Sommer desselben Jahres.

## Verdienste
Seine größte Wirkung erzielte Shōbō weniger durch theologische Schriften denn durch seine religiöse Praxis. Bereits Kūkai zog es ins Gebirge, wo er schließlich einen Tempel (Kōyasan) gründete, in dem noch heute großer Wert auf die Einbeziehung der lokalen Shintō-Gottheiten gelegt wird. Shōbō wiederum empfand eine große Affinität zwischen den Lehren des Shingon-Buddhismus und dem (der Überlieferung zufolge) auf En no Gyōja zurückgehenden Shugendō. Zur Belebung der asketischen Übungen in den Bergen und Stärkung des Shugendō richtete er im Jahre 892 die heruntergekommene Anlage des Kinpusen-Tempels (Kimpusen-ji) in Yoshino (Präfektur Nara) wieder her und stellte Statuen des Zaō Gongen (蔵王 権現), der wichtigsten Gottheit der Bergasketen (Yamabushi) des Shugendō, auf. Überdies legte er Exerzitien- und Pilgerwege an und gründete im Umfeld von Yoshino weitere kleinere Tempel. Rigen Daishi zählt daher zu den wichtigsten Persönlichkeiten in der Geschichte des Shugendō. In unmittelbarer Nähe des Hōkaku-Tempels (鳳閣寺, Hōkaku-ji) auf dem Berg Hyakkaidake (百貝岳) südlich von Yoshino (Präfektur Nara) befindet sich ein Gedenkstein für Shōbō aus dem 14. Jahrhundert.
Bekannt ist Shōbō des Weiteren für die Gründung des in Fushimi (heute Stadtbezirk von Kyōto) liegenden Daigo-Tempels (Daigo-ji) auf der Kuppe des Bergs Daigo. Auf eine Inspiration hin errichtete er dort zunächst eine Halle zur Verehrung zweier Avalokitesvara-Statuen. Dank der Unterstützung durch die Tennō Daigo (897–930), Suzaku (930–946) und Murakami (946–967) gewann die Anlage bald stattliche Dimensionen und wurde zum Haupttempel des sogenannten Ono-Zweigs der Shingon-Schule (Shingonshū Ono-ha).

## Galerie

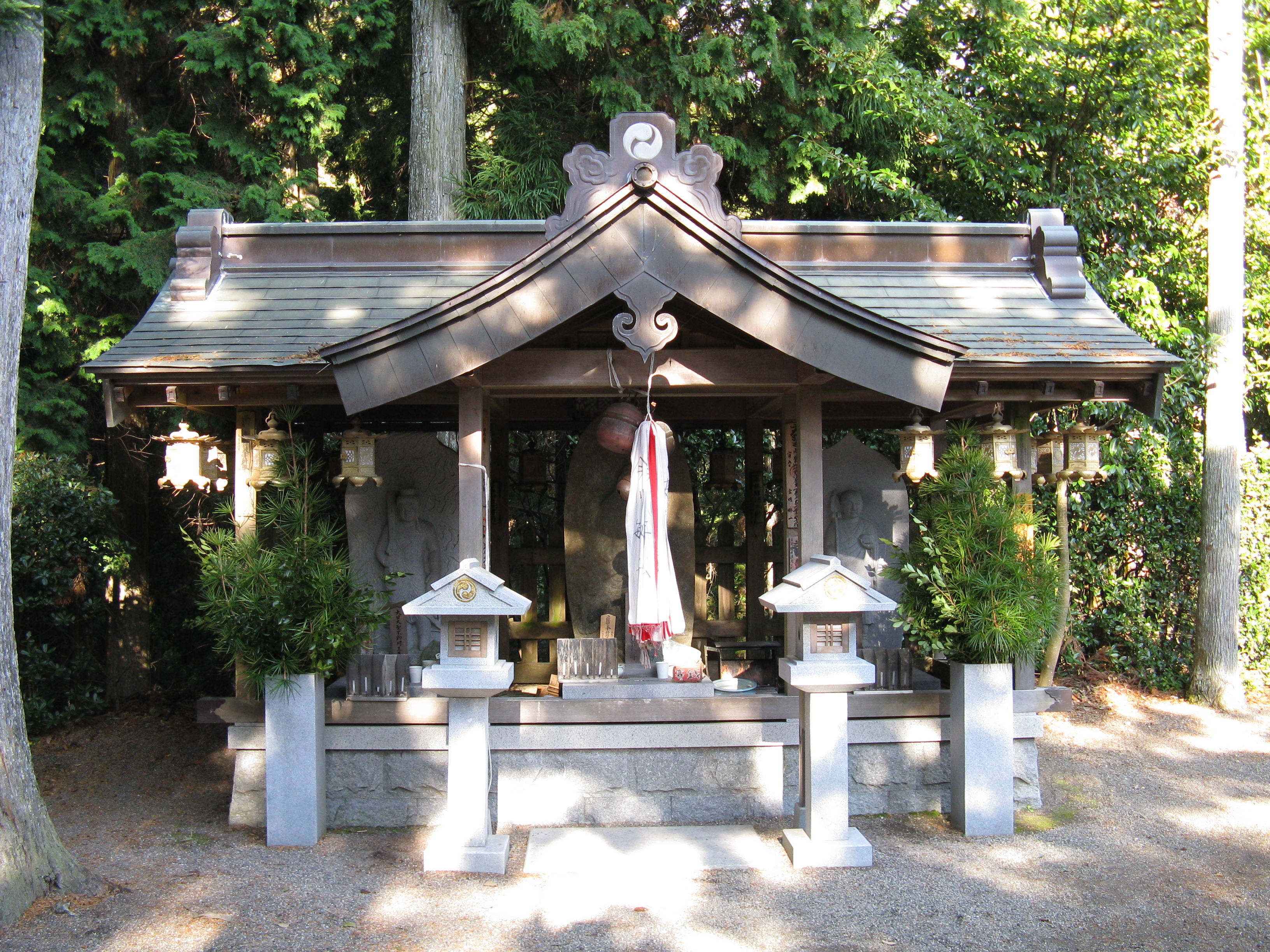
Zao Gongen Schrein in Katsuragi zur Verehrung von Fudō Myōō, En no Gyōja und Shōbō alias Rigen Daishi
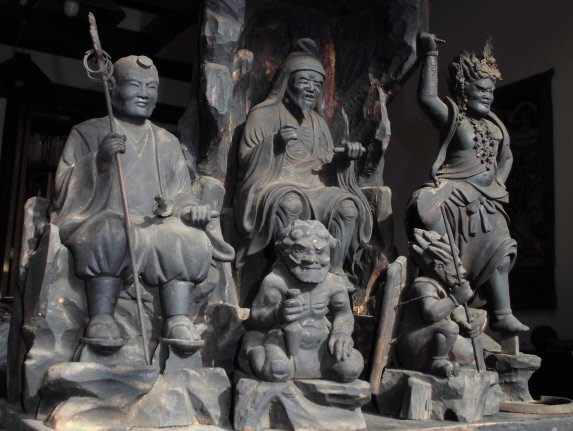
Figurengruppe mit (von links) Shōbō, En no Gyōja, Zao Gongen; davor die beiden Dämonen Zenki und Goki, die En no Gyōja dienten.
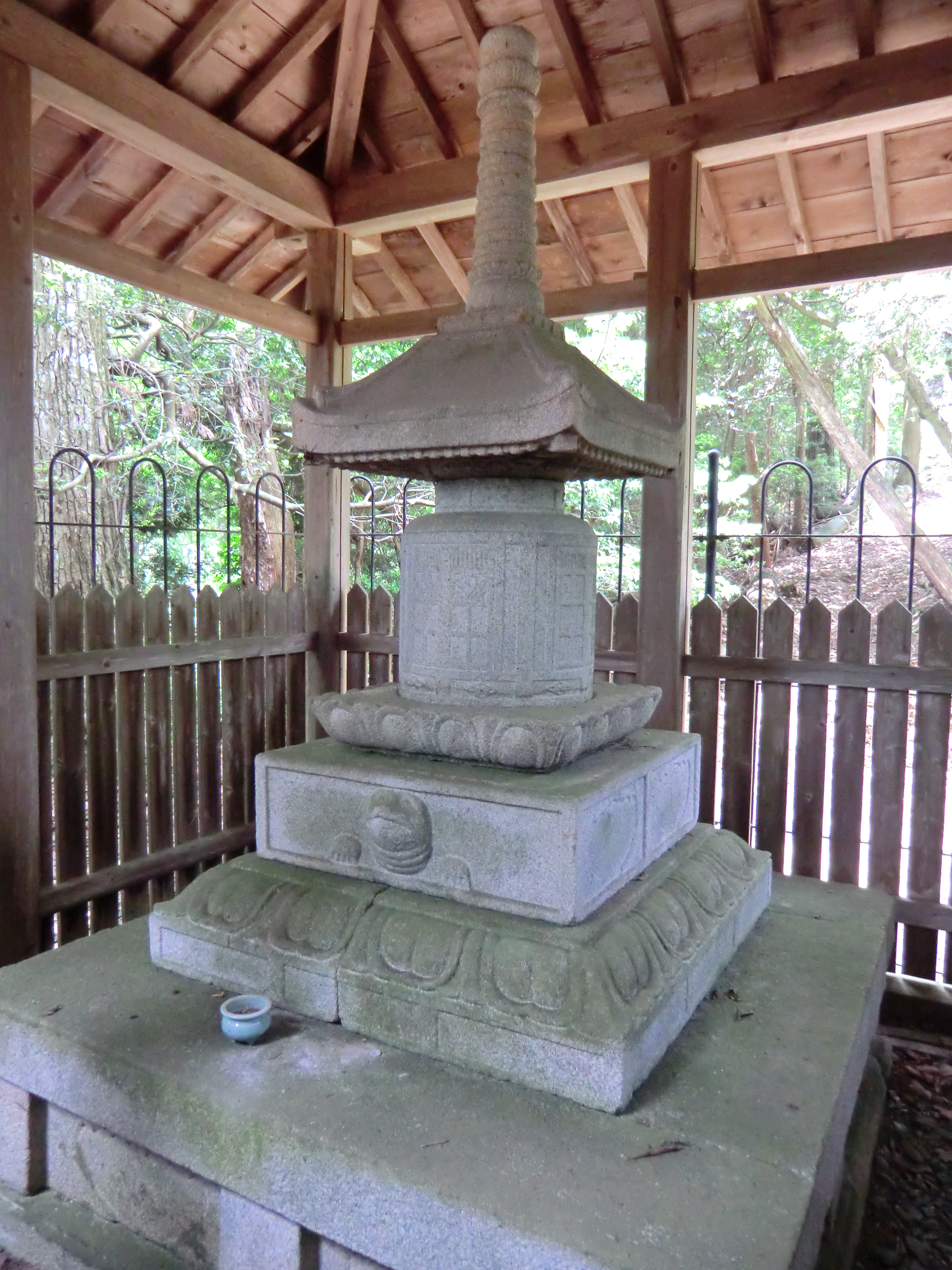
Gedenkstein aus dem 14. Jh. für Rigen Daishi (Hōkaku-Tempel 鳳閣寺)